# كاثرين كورتيز ماستو
كاثرين ماري كورتيز ماستو (بالإنجليزية: Catherine Marie Cortez Masto)‏ هي سياسية ومحامية أمريكية ولدت في يوم 29 مارس 1964 في لاس فيغاس لأب مكسيكي الأصل وأم إيطالية الأصل. انضمت إلى الحزب الديمقراطي. في سنة 2007 أصبحت المدعية العامة لولاية نيفادا واستمرت في المنصب حتى سنة 2015. في سنة 2017 فازت بمعقد في مجلس الشيوخ الأمريكي بعد أن تمكنت من هزيمة منافسها الجمهوري جو هيك، حيث أصبحت أول لاتينية تمثل الولاية.